# Guns Don’t Kill People... Lazers Do
Guns Don’t Kill People... Lazers Do – debiutancki album studyjny formacji muzycznej Major Lazer, wydany 16 czerwca 2009 roku przez Downtown Records oraz Mad Decent i wyprodukowany przez Diplo i Switcha. Album znalazł się na 10. miejscu listy „najlepszych albumów roku 2009” według serwisu Rhapsody.

## Lista utworów
1. „Hold the Line” (feat. Mr. Lex & Santigold) – 3:38
2. „When You Hear the Bassline” (feat. Ms. Thing) – 3:18
3. „Can’t Stop Now” (feat. Mr. Vegas & Jovi Rockwell) – 4:03
4. „Lazer Theme” (feat. Future Trouble) – 2:31
5. „Anything Goes” (feat. Turbulence) – 3:13
6. „Cash Flow” (feat. Jahdan Blakkamoore) – 4:06
7. „Mary Jane” (feat. Mr. Evil & Mapei) – 3:27
8. „Bruk Out” (feat. T.O.K. & Ms. Thing) – 2:54
9. „What U Like” (feat. Amanda Blank & Einstein) – 2:25
10. „Keep It Goin’ Louder” (feat. Nina Sky & Ricky Blaze) – 3:46
11. „Pon de Floor” (feat. VYBZ Kartel) – 3:33
12. „Baby” (feat. Prince Zimboo) – 1:17
13. „Jump Up” (feat. Leftside & Supahype) – 3:43

Utwory dodatkowe
1. „Zumbie” (feat. Andy Milonakis) – 4:00
2. „When You Hear the Bassline” (Dance Area Remix) (feat. Ms. Thing) – 6:48
3. „When You Hear the Bassline” (Dance Area Dub Remix) (feat. Ms. Thing) – 5:51
4. „Hold the Line” (Toadally Krossed Out Remix) (feat. Mr. Lex & Santigold) – 2:53

Special Edition
1. „1Extra Mix” – 21:51
2. „Lazer Boom” – 3:31
3. „Call Mi (Hold the Line Remix) (feat. Dave Kelly, Baby Cham, Mr. Lex & Santigold) – 3:40
4. „Hold the Line” (Toadally Krossed Out Remix) (feat. Mr. Lex & Santigold) – 2:56
5. „Zumbie” (feat. Andy Milonakis) – 4:02